# Финал чемпионата Европы по футболу 2016
Финал чемпионата Европы по футболу 2016 года (фр. Finale du championnat d’Europe de football 2016) — футбольный матч, который состоялся 10 июля на стадионе Стад де Франс в Сен-Дени, Франция, который определил победителя чемпионата Европы 2016. Матч окончился победой Португалии.
Победитель Чемпионата Европы (Португалия) получил место на Кубке Конфедераций, который пройдёт в 2017 году в России.
Сборная Португалии завоевала право на выход в финал, победив 6 июля сборную Уэльса со счётом 2:0 в основное время; сборная Франции вышла в финал после своей победы 7 июля над сборной Германии со счётом 2:0 в основное время.
Ранее Франция дважды принимала участие в финалах Евро: в 1984 году, в домашнем для себя Евро, французы обыграли сборную Испании, а спустя 16 лет французская команда выиграла вновь, одолев в финале сборную Италии (чемпионат Европы проходил в Бельгии и Нидерландах). Сборная Португалии никогда в своей истории чемпионаты Европы не выигрывала, а в финале была лишь однажды: в домашнем для себя Евро португальцы проиграли главной сенсации турнира — сборной Греции.
Всего к этому моменту команды встречались 24 раза, причём первая встреча между сборными случилась в 1926 году и закончилась победой «синих» 4:2 (матч проходил в Тулузе и носил товарищеский характер). Из 24 встреч Франция выиграла 18, Португалия — 5, ещё одна встреча закончилась вничью. Последнюю победу над французами португальцы одержали в 1975 году, следующие 10 игр заканчивались в пользу Франции. Все три турнирные встречи также остались за французами (полуфинал Евро-1984, полуфинал Евро-2000 и полуфинал чемпионата мира 2006).
Сборная Португалии обыграла сборную Франции в дополнительное время. Победный гол на 109-й минуте забил Эдер.

## Дорога к финалу
| Команда    | И | В | Н | П | ГЗ | ГП | +/- | Очки |
| ---------- | - | - | - | - | -- | -- | --- | ---- |
| Венгрия    | 3 | 1 | 2 | 0 | 6  | 4  | +2  | 5    |
| Исландия   | 3 | 1 | 2 | 0 | 4  | 3  | +1  | 5    |
| Португалия | 3 | 0 | 3 | 0 | 4  | 4  | 0   | 3    |
| Австрия    | 3 | 0 | 1 | 2 | 1  | 4  | −3  | 1    |

| Команда   | И | В | Н | П | ГЗ | ГП | +/- | Очки |
| --------- | - | - | - | - | -- | -- | --- | ---- |
| Франция   | 3 | 2 | 1 | 0 | 4  | 1  | +3  | 7    |
| Швейцария | 3 | 1 | 2 | 0 | 2  | 1  | +1  | 5    |
| Албания   | 3 | 1 | 0 | 2 | 1  | 3  | −2  | 3    |
| Румыния   | 3 | 0 | 1 | 2 | 2  | 4  | −2  | 1    |

## Матч

### Стадион

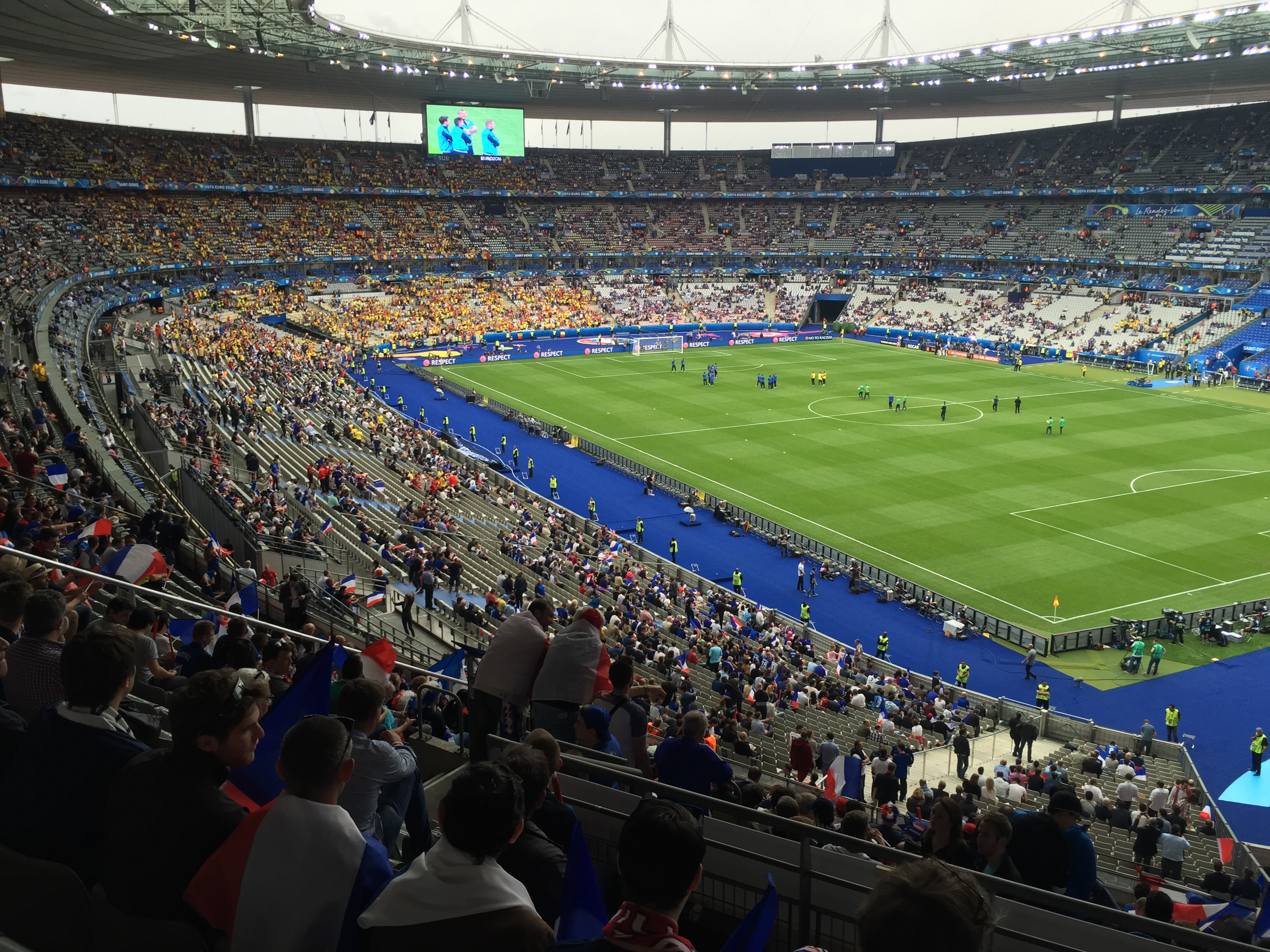
Стадион «Стад де Франс»

Финал состоялся на стадионе Стад де Франс в Сен-Дени, пригороде Парижа. Перед началом матча на стадион вылетела стая мотыльков, что вызвало некоторое раздражение игроков и тренеров. Произошло это потому, что работники на стадионе в день матча оставили свет включённым, что и привлекло насекомых.

### Обзор
Франция сделала ставку на быстрый гол и уже на старте игры имела ряд возможностей. На восьмой минуте матча капитан и лучший бомбардир сборной Португалии Криштиану Роналду получил травму в столкновении с французским нападающим Димитри Пайетом. Он пытался продолжить игру, однако всё же был заменён на 25 минуте; на поле вышел Рикарду Куарежма. Sports Illustrated отметил, что Франция могла забить на 10-й, 34-й, 66-й и 84-й минутах. Во втором тайме Португалия сделала оставшиеся две замены, на поле вышли Жоау Моутинью и Эдер; Дидье Дешам также сделал во втором тайме две замены, выпустив на поле Кингсли Комана и Андре-Пьера Жиньяка. Голевые шансы у Португалии появились только в дополнительное время. Сначала Рафаэл Геррейру попал в перекладину со штрафного, а второй шанс был реализован: Эдер дальним ударом поразил ворота Уго Льориса на 109-й минуте. Эдер попал точно в правый нижний угол ворот. Дешам попытался переломить ход матча, выпустив на оставшиеся 10 минут матча нападающего Антони Марсьяля, однако и это не помогло — сборная Португалии впервые в своей истории стала чемпионом Европы.

## Матч
| 10 июля 2016 21:00 UTC+2 | \| Португалия \| 1:0 (0:0) (д. в.) отчёт \| Франция \| \| Эдер 109′ \| Голы \| \| | Стадион: Стад де Франс, Сен-Дени Зрителей: 75 868 Судья: Марк Клаттенбург |
| Португалия               | 1:0 (0:0) (д. в.) отчёт                                                           | Франция                                                                   |
| Эдер 109′                | Голы                                                                              |                                                                           |

| Португалия | Франция |

| ПОРТУГАЛИЯ:     |    |                   |        |     |
|                 |    |                   |        |     |
| ВР              | 1  | Руй Патрисиу      | 120+3' |     |
| ПЗ              | 21 | Седрик            | 34'    |     |
| ЦЗ              | 3  | Пепе              |        |     |
| ЦЗ              | 4  | Жозе Фонте        | 119'   |     |
| ЛЗ              | 5  | Рафаэл Геррейру   | 95'    |     |
| ОП              | 14 | Вильям Карвалью   | 98'    |     |
| ПН              | 16 | Ренату Саншеш     |        | 79' |
| АП              | 23 | Адриен Силва      |        | 66' |
| ЛН              | 10 | Жуан Мариу        | 62'    |     |
| ЦН              | 17 | Нани              |        |     |
| ЦН              | 7  | Криштиану Роналду |        | 25' |
| Замены:         |    |                   |        |     |
| НП              | 20 | Рикарду Куарежма  |        | 25' |
| ПЗ              | 8  | Жоау Моутинью     |        | 66' |
| НП              | 9  | Эдер              |        | 79' |
| Тренер:         |    |                   |        |     |
| Фернанду Сантуш |    |                   |        |     |

| ФРАНЦИЯ:    |    |                   |      |      |
|             |    |                   |      |      |
| ВР          | 1  | Уго Льорис        |      |      |
| ПЗ          | 19 | Бакари Санья      |      |      |
| ЦЗ          | 21 | Лоран Косельни    | 107' |      |
| ЦЗ          | 22 | Самюэль Умтити    | 80'  |      |
| ЛЗ          | 3  | Патрис Эвра       |      |      |
| ПП          | 18 | Мусса Сиссоко     |      | 110' |
| ЦП          | 15 | Поль Погба        | 115' |      |
| ЦП          | 14 | Блез Матюиди      | 97'  |      |
| ЛП          | 8  | Димитри Пайет     |      | 58'  |
| ОН          | 7  | Антуан Гризманн   |      |      |
| ЦН          | 9  | Оливье Жиру       |      | 78'  |
| Замены:     |    |                   |      |      |
| ПЗ          | 20 | Кингсли Коман     |      | 58'  |
| НП          | 10 | Андре-Пьер Жиньяк |      | 78'  |
| НП          | 11 | Антони Марсьяль   |      | 110' |
| Тренер:     |    |                   |      |      |
| Дидье Дешам |    |                   |      |      |

| Игрок матча: Пепе Помощники судьи: Саймон Бек Джейк Коллин Резервный судья: Виктор Кашшаи Дополнительные помощники судьи: Энтони Тейлор Андре Марринер Резервный арбитр: Дьёрдьи Ринг |

| Чемпион Европы по футболу 2016 |
| Португалия Первый титул        |

### Статистика
| Статистика                | Португалия | Франция   |
| Удары (в створ)           | 9 (3)      | 18 (7)    |
| Нарушения                 | 12         | 13        |
| Угловые                   | 5          | 9         |
| Офсайды                   | 1          | 2         |
| Владение мячом            | 47 %       | 53 %      |
| Жёлтые карточки           | 6          | 4         |
| Красные карточки          | 0          | 0         |
| Количество пасов (точных) | 575 (496)  | 710 (644) |

## Установленные рекорды
- Финал Евро-2016 — первый финал на чемпионатах Европы, в котором за 90 минут команды не забили ни одного гола. Поединок между сборными Португалии и Франции стал первым таким финальным противостоянием[12].
- Полузащитник сборной Португалии Ренату Санчеш стал чемпионом Европы в возрасте 18 лет и 326 дней, таким образом он стал самым молодым триумфатором чемпионата Европы в истории[13].
- Проигрыш в матче со сборной Португалии стал для Франции первым с 1960 года в финальных стадиях турниров на своей территории. Последний раз в рамках финальных стадий на территории Франции трёхцветные уступили Чехословакии 56 лет назад, проиграв поединок за третье место Чемпионата Европы 1960. Из последних 18 матчей на домашних турнирах французы выиграли 17, добыв две победы в дополнительное время и одну — в серии пенальти[14].
- Капитан сборной Португалии Криштиану Роналду участвовал в финальном матче Евро спустя 12 лет после своего первого финала. На чемпионатах мира аналогичный рекорд — участие в двух финалах с 12-летним интервалом — принадлежит бразильцу Пеле (1958 и 1970) и немцу Мирославу Клозе (2002 и 2014). Кстати, Криштиану повторил судьбу Клозе: первый финал был проигран, а второй через 12 лет обернулся чемпионством.